# 1006 TCN
1006 TCN là một năm trong lịch La Mã.